# 超显微镜
超显微镜(英語：Ultramicroscope)，别称暗视场显微镜(英語：Dark field microscope)。

## 原理
因为在胶体分散系中存在着显著的散射现象，所以可以从与入射光垂直的方向观察胶体粒子的散射光。在观察时，入射光并未正对着显微镜，因此观察的背景是暗的，因此称为暗视场显微镜。如果使用它来观测溶胶，看到的是在暗背景下做无序运动的胶体粒子的发光点。即超显微镜无法准确观察到胶体粒子的结构以及其形貌，但可以证明胶体粒子的存在并知道胶体粒子在介质中的运动规律。同时也能计算出胶团量。

超显微镜的光路示意图